# Kỳ Xuân, Hoàng Cương
Kỳ Xuân (蕲春县, Hán Việt: Kỳ Xuân huyện) là một huyện thuộc địa cấp thị Hoàng Cương, tỉnh Hồ Bắc, Cộng hòa Nhân dân Trung Hoa. Huyện này có diện tích 2397,6 km2, dân số năm 2007 là 950.000 người. Huyện này có các đơn vị hành chính gồm 13 trấn (Xích Đông, Kỳ Châu, Quản Diêu, Hoành Xa, Bàng Tư, Chu Lâm, Lưu Hà, Sư Tử, Thanh Thạch, Trường Bảng, Đàn Lâm) và 1 hương Hướng Kiều.